# Schweizer Rugby-Union-Meisterschaft 2003
Die Saison 2003 war die 32. Austragung der Schweizer Rugby-Union-Meisterschaft, der vom Schweizerischen Rugbyverband organisierten Meisterschaft der Schweiz in der Sportart Rugby Union.

## Modus
Die Punkte wurden wie folgt verteilt:
- 3 Punkte bei einem Sieg
- 2 Punkte bei einem Unentschieden
- 1 Punkt bei einer Niederlage
- 1 Minuspunkt nach der dritten roten Karte und nach jeder weiteren roten Karte, ebenso bei einer Forfaitniederlage

## Nationalliga A
In der höchsten Spielklasse, der Nationalliga A, begann die Saison am 15. März 2003 mit der Hauptrunde. An dieser waren sechs Teams beteiligt, die je einmal auswärts und zuhause gegen die anderen Teams spielten. Die vier Bestplatzierten qualifizierten sich für die Meisterrunde, während die Teams auf den Plätzen 5 und 6 die Relegationsrunde mit den vier besten Vertretern der Nationalliga B bestreiten mussten. Die Meisterrunde im November 2003 war eine einfache Round Robin, deren Sieger RC Avusy zum ersten Mal den Meistertitel holte.

### Teams
Die folgenden sechs Teams spielten in der Saison 2003 in der Nationalliga A:
| Mannschaft   | Stadion                    | Gemeinde, Kanton                          |
| ------------ | -------------------------- | ----------------------------------------- |
| RC Avusy     | Stade d’Athenaz            | Avusy, Kanton Genf                        |
| RC CERN      | Stade des Serves           | Saint-Genis-Pouilly, Département Ain      |
| Genève RC    | Centre sportif de Vessy    | Veyrier, Kanton Genf                      |
| Hermance RRC | Stade Marius Berthet       | Chens-sur-Léman, Département Haute-Savoie |
| Nyon RC      | Centre sportif de Colovray | Nyon, Kanton Waadt                        |
| RC Zürich    | Sportanlage Allmend Brunau | Zürich, Kanton Zürich                     |

### Hauptrunde
M = amtierender Meister 
 B = Aufsteiger aus der Nationalliga B
|    | Team             | Spiele | Siege | Unent. | Ndlg. | Spiel- punkte | Diff. | Minus- punkte | Tabellen- punkte |
| -- | ---------------- | ------ | ----- | ------ | ----- | ------------- | ----- | ------------- | ---------------- |
| 1. | RC Avusy         | 10     | 8     | 0      | 2     | 332:95        | + 237 |               | 26               |
| 2. | Hermance RRC (M) | 10     | 7     | 1      | 2     | 328:149       | + 179 | − 1           | 24               |
| 3. | Genève RC        | 10     | 7     | 0      | 3     | 298:109       | + 189 |               | 24               |
| 4. | RC Zürich        | 10     | 5     | 1      | 4     | 326:129       | + 197 |               | 21               |
| 5. | RC CERN (B)      | 10     | 2     | 0      | 8     | 146:325       | − 179 |               | 14               |
| 6. | Nyon RC          | 10     | 0     | 0      | 10    | 82:705        | − 623 |               | 10               |

### Meisterrunde
|    | Team         | Spiele | Siege | Unent. | Ndlg. | Spiel- punkte | Diff. | Tabellen- punkte |
| -- | ------------ | ------ | ----- | ------ | ----- | ------------- | ----- | ---------------- |
| 1. | RC Avusy     | 3      | 3     | 0      | 0     | 70:26         | + 44  | 9                |
| 2. | Genève RC    | 3      | 1     | 0      | 2     | 56:55         | + 1   | 5                |
| 3. | Hermance RRC | 3      | 1     | 0      | 2     | 30:39         | − 9   | 5                |
| 4. | RC Zürich    | 3      | 1     | 0      | 2     | 23:59         | − 36  | 4                |

## Nationalliga B
Die zweithöchste Spielklasse, die Nationalliga B, begann ebenfalls mit der Hauptrunde. Sechs Teams spielten zunächst je einmal auswärts und zuhause gegen alle anderen Teams. Die vier Bestplatzierten zogen in die Relegationsrunde mit den beiden schlechtesten Teams der Nationalliga A ein, die beiden übrigen Teams spielten mit zwei Vertretern der Nationalliga C um den Klassenerhalt bzw. gegen den Abstieg.

A = Absteiger aus der Nationalliga A 
 C = Aufsteiger aus der Nationalliga C
|    | Team                    | Spiele | Siege | Unent. | Ndlg. | Spiel- punkte | Diff. | Minus- punkte | Tabellen- punkte |
| -- | ----------------------- | ------ | ----- | ------ | ----- | ------------- | ----- | ------------- | ---------------- |
| 1. | RC Fribourg (C)         | 10     | 7     | 0      | 3     | 241:120       | + 121 |               | 24               |
| 2. | RFC Basel               | 10     | 7     | 0      | 3     | 190:91        | + 99  |               | 24               |
| 3. | RC Yverdon              | 10     | 5     | 1      | 4     | 178:92        | + 86  |               | 21               |
| 4. | Neuchâtel-Sports RC (A) | 10     | 4     | 1      | 5     | 131:200       | − 69  |               | 19               |
| 5. | Stade Lausanne RC       | 10     | 3     | 1      | 6     | 115:209       | − 94  | − 1           | 16               |
| 6. | Albaladejo RC Lausanne  | 10     | 2     | 1      | 7     | 83:226        | − 143 | − 1           | 14               |

## Relegationsrunden

### NLA/NLB
|    | Team       | Spiele | Siege | Unent. | Ndlg. | Spiel- punkte | Diff. | Minus- punkte | Tabellen- punkte |
| -- | ---------- | ------ | ----- | ------ | ----- | ------------- | ----- | ------------- | ---------------- |
| 1. | RC CERN    | 3      | 3     | 0      | 0     | 83:26         | + 57  |               | 9                |
| 2. | Nyon RC    | 3      | 2     | 0      | 1     | 83:38         | + 45  |               | 7                |
| 3. | RC Yverdon | 3      | 1     | 0      | 2     | 45:59         | − 14  |               | 5                |
| 4. | RFC Basel  | 3      | 0     | 0      | 3     | 13:101        | − 88  | − 1           | 2                |

### NLB/NLC
|    | Team                   | Spiele | Siege | Unent. | Ndlg. | Spiel- punkte | Diff. | Tabellen- punkte |
| -- | ---------------------- | ------ | ----- | ------ | ----- | ------------- | ----- | ---------------- |
| 1. | Albaladejo RC Lausanne | 3      | 3     | 0      | 0     | 52:26         | + 26  | 9                |
| 2. | Neuchâtel-Sports RC    | 3      | 2     | 0      | 1     | 68:54         | + 14  | 7                |
| 3. | Stade Lausanne RC      | 3      | 1     | 0      | 2     | 52:43         | + 9   | 5                |
| 4. | RC Fribourg            | 3      | 0     | 0      | 3     | 29:78         | − 49  | 3                |